# Пиротски партизански одред
Пиротски партизански одред је формиран 1944. године у месту Студена. 
За првог команданта је одређен Зарије Благојевић Заре, неписмен човек из Лужнице а за политичког комесара Живадин Илић Рајко. 
Дана 22. марта 1945. године када је убијен Зарије Благојевић  од стране бугарских фашистичких војника у ослобођеном Пироту. За његовог заменика постављен је Китановић Лазар из Црвене Јабуке. За политичког комесара Одреда постављен је Живадин Рајко, а за његовог заменика Предраг Илић Џурџа. По формирању Одред је остао скоро месец дана на територији Лужнице и Црне Траве извршавајући задатке војног и политичког руководства на терену па је том придиком учествовао у саставу Пете јужноморавске бригаде у акцији на уништењу железничке станице Суково, железничког моста на Јерми, а после извршења овог задатка одвојио се од бригаде и деловао самостално као одред. Одред је такође учествовао у борби са Бугарима на Кијевцу. Пиротски партизански одред формиран је од бораца из нишавског среза и Пирота којих је било десетак, н бораца Лужничког и Црнотравског батаљона који су ушли у састав Пиротског одреда и било их је укупно 40 приликом формирања у селу Јабуковику. Почетком маја месеца 1944. године дошла је једна чета од 60 људи са терена Пирота која је у седу Студена такоће у Лужници прикључена и ушла у састав Пиротског одреда. Овако формиран Пиротски партизански одред са Штабом Одреда на чеду и две чете које су бројале негде од по 50 људи остао је на терену Лужнице до 13. или 14. маја 1944. године, а већ 16. маја ујутру се преко Беровице, Петровца и Крупца пребацио на терен горњег Висока у Рсовце и Ковачево. Године 1944. је Одред бројао 110 људи. 
Измећу 28. маја и 4. јуна 1944. године Штаб Пиротског одреда донео је одлуку, после разговора са друговима из Цариброда и политичким радницима на терену, да се формира Царибродски партизански одред који би имао задатак да оперише на територији среза царибродског, да политички делује н окупља борце са територије среза царибродског. Пошто их је било мало са тог терена, то је Штаб Пиротског одреда одвојио четири до пет бораца из Пиротског одреда и прикључио их Царибродском одреду. 
Одред је имао борбу са Бугарима на Стражној чуки јула 1944. године те су Бугари из одмазде стрељали десет пастира из села Рсовци.  Одред је те године разоружао непријатеља код места Велики Јовановац.